# 24587 Kapaneus
24587 Kapaneus (4613 T-2) là một thiên thể Troia của Sao Mộc.